# Ermita de Sant Roc (Barraques)
L'Ermita de Sant Roc de Barraques, a la comarca de l'Alt Palància, és un temple  catòlic que està catalogat com a Bé de Rellevància Local amb codi identificatiu: 12.07.020-002, segons consta a la Direcció General de Patrimoni Artístic de la Generalitat Valenciana.

## Història
L'ermita de Sant Roc originària estava situada a la partida de Martín-López, prop de la població de Barraques, però al dur-se a terme les obres de la construcció de la línia fèrria que uniria València i Calataiud, va resultar que l'ermita havia de ser derruïda, de manera que la Companyia Central d'Aragó, que és qui va construir el ferrocarril València - Calataiud, va erigir la nova ermita en el lloc en què es troba actualment.
Actualment se situa als afores de Barraques, enmig d'un descampat, prop de la coneguda com Urbanització Sant Roques, entre la carretera N-234 i l'autovia anomenada Autovia Mudèjar, A-23.

## Descripció
L'Ermita de Sant Roc, és de fàbrica de maçoneria, amb carreus en els cantons. Presenta una entrada coberta amb un pòrtic, a manera de porxo previ, que consta de tres arcs de pedra, d'entre els quals destaca el central, per ser major. Com a dada anecdòtica, té la seva capçalera orientada a ponent en comptes de a orient.
Externament presenta una petita espadanya, situada com rematada a l'arc central, de major grandària. L'espadaña té com remat una creu i un curiós penell.
La porta d'accés, és de fusta i està llaurada i decorada amb motius florals i caps de cans; i porticons enreixats. Està emmarcada en arc de mig punt amb grans dovelles, i sobre ella s'obre un gran ócul rodó a manera de rosassa però no presenta cap vidriera.
Externament poden apreciar els seus contraforts (dos a cada costat) marcant els trams inferiors de la construcció. Com coberta exterior presenta teulada a dues aigües, rematada amb teula.
Pel que fa a l'interior, la planta de modestes dimensions, 10 metres de longitud per 7 metres d'amplada, que és de nau única presenta tres  crugies, amb suports en murs i pilastres amb arcs de mig punt. Interiorment la coberta és de volta de canó, mentre que a la sagristia (que sobre surt externament, a menor altura que la nau) és plana. Sengles cobertes són de posterior fàbrica, de manera que no tenen concordança amb la resta del conjunt.
La decoració interior és inexistent, destacant en la testera, al costat de l'accés a la sagristia, un petit altar, sobre el qual s'obre una fornícula que té una clàssica, per la seva iconografia, imatge de Sant Roc protegida per un vidre.